# Eduardo Li
Eduardo Li (El Chino Li)  (Puntarenas, Costa Rica, 11 de noviembre de 1958) es un expresidente de la Federación Costarricense de Fútbol y el cofundador de Puntarenas Fútbol Club.
Eduardo Li es el cofundador del Puntarenas Fútbol Club, junto al presidente Adrián Castro. 
Es exmiembro de los comités ejecutivos de la FIFA y de la Concacaf

## Trayectoria
Eduardo Li llegó al mundo del fútbol en el año 2002, cuando asumió el control del Municipal Puntarenas, un modesto club que fue parte de la Segunda División de Costa Rica. En 2004, compró la franquicia de Santa Bárbara, un equipo que fue parte de la Primera División de Costa Rica que tenía problemas económicos, y le rebautizó como Puntarenas Fútbol Club. En 2006, ganó la  Copa Interclubes de la Uncaf a nivel internacional.
En 2007, fue elegido presidente de la Federación Costarricense de Fútbol. En el 2011 fue reelegido.

## Caso de corrupción en la FIFA
El 27 de mayo de 2015, Eduardo Li fue uno de los siete miembros de la FIFA detenidos en el Hotel Baur au Lac de Zúrich (Suiza), en el marco de las investigaciones lideradas por el Departamento de Justicia de EEUU en el denominado Cas Fifagate. Los dirigentes, que estaban preparando el 65º congreso de la FIFA para elegir nuevo presidente, fueron formalmente acusados de varios delitos de corrupción. Las investigaciones del FBI determinaron que los delitos se habían cometido desde 1991 y que el total defraudado superaba los 150 millones de dólares. Entre los siete detenidos se encontraban dos vicepresidentes de la FIFA, Jeffrey Webb y Eugenio Figueredo, además de Julio Rocha López, Costas Takkas, Rafael Esquivel y José Maria Marin. Simultáneamente, otra operación de registro se realizó en la sede de la Concacaf en Miami.
Eduardo Li estuvo encarcelado en Suiza hasta que aceptó, el 17 de diciembre de 2015, ser extraditado a Estados Unidos para hacer frente a los cargos que había contra él. El 8 de marzo salió en libertad bajo arresto domiciliario, pulsera electrónica y movimientos restringidos en el área de Nueva York previo pago de una fianza de 1,1 millones de dólares y la entrega de dos fincas, una en Florida y la otro en Alaska.
En octubre de 2016 admitió haber cobrado más de 600.000 dólares en sobornos y aceptó tres de los diversos delitos de lo acusado, crimen organizado, fraude electrónico y conspiración para fraude electrónico, y obtuvo trasladar el arresto domiciliario al área de Miami. En abril de 2017 le fue retirada la pulsera electrónica quedando en libertad con algunas restricciones ya la espera del juicio previsto en septiembre de 2017 en los tribunales de Nueva York.
El 21 de abril de 2017, Eduardo Li fue inhabilitado a perpetuidad por el Comité de Ética de la FIFA por incumplir las reglas de la entidad contra el cohecho y la corrupción.
EL 13 de noviembre de 2018, después de varios aplazamientos, se hizo pública la sentencia que le condenaba a 9 meses y medio de prisión, que son los que ya había cumplido entre Suiza y Estados Unidos, a dos años de libertad supervisada, a 15000 dólares de multa y una indemnización de 668.000 dólares, parte de los cuales ya los había pagado previamente. La sentencia, que no impedía la salida de Estados Unidos, permitió a Eduardo Li devolver a su país, Costa Rica.